# Джованни III Криспо
Джованни III Криспо (итал. Giovanni III Crispo; ок. 1450 — 1 июля 1494) — герцог Наксоса с 1480 года. Сын Франческо II Криспо.

## Биография
В 1480 году наследовал брату — Джакомо III, не оставившему сыновей.
Захватил остров Санторин, который Джакомо III отдал в качестве приданого своей дочери Фьоренце, вышедшей замуж за Доменико Пизани.
Был осаждён в своем замке жителями, недовольными его тираническим правлением и усилением налогового гнёта. Освободился с помощью иоаннитов с острова Родос.
Через какое-то время его подданные снова восстали и взяли герцогский замок штурмом, в начавшейся драке Джованни III был убит (1 июля 1494 года). По другим данным, его отравили.
Жители Наксоса обратились к Венеции, и республика назначила губернатором Архипелага Пьетро Контарини (30 октября 1494 года).

## Семья
Джованни III был женат на дочери Ветторе Морозини, но развёлся с ней из-за бездетности. От не известной по имени любовницы у него родился сын Франческо (1483—1511). Венеция признала его наследником отца, и он получал часть доходов от островов. С 1500 года, после совершеннолетия, стал герцогом Наксоса (Франческо III).